# Czialingozaur
Czialingozaur – rodzaj wymarłych dinozaurów ptasiomiednicznych z rodziny stegozaurów zamieszkujących tereny dzisiejszych Chin w epoce jury późnej. Czialingozaur jest pierwszym opisanym stegozaurem z Chin. 

## Odkrycie i nazwa
Skamieniałe kości czialingozaura zostały wydobyte w 1957 roku przez geologa Guana Yaowu w Taipingzhai w powiecie Qu podczas badania rzeki Jialing Jiang w południowych Chinach. Holotyp czialingozaura został opisany i nazwany przez chińskiego paleontologa – Yang Zhongjiana, znanego także jako C.C. (Chung Chien) Young, w 1959 roku. Nazwa rodzajowa „Chialingosaurus” odnosi się do rzeki Jialing Jiang, w pobliżu której znaleziono skamieliny. Nazwa gatunkowa „kuani” honoruje odkrywcę znaleziska. 

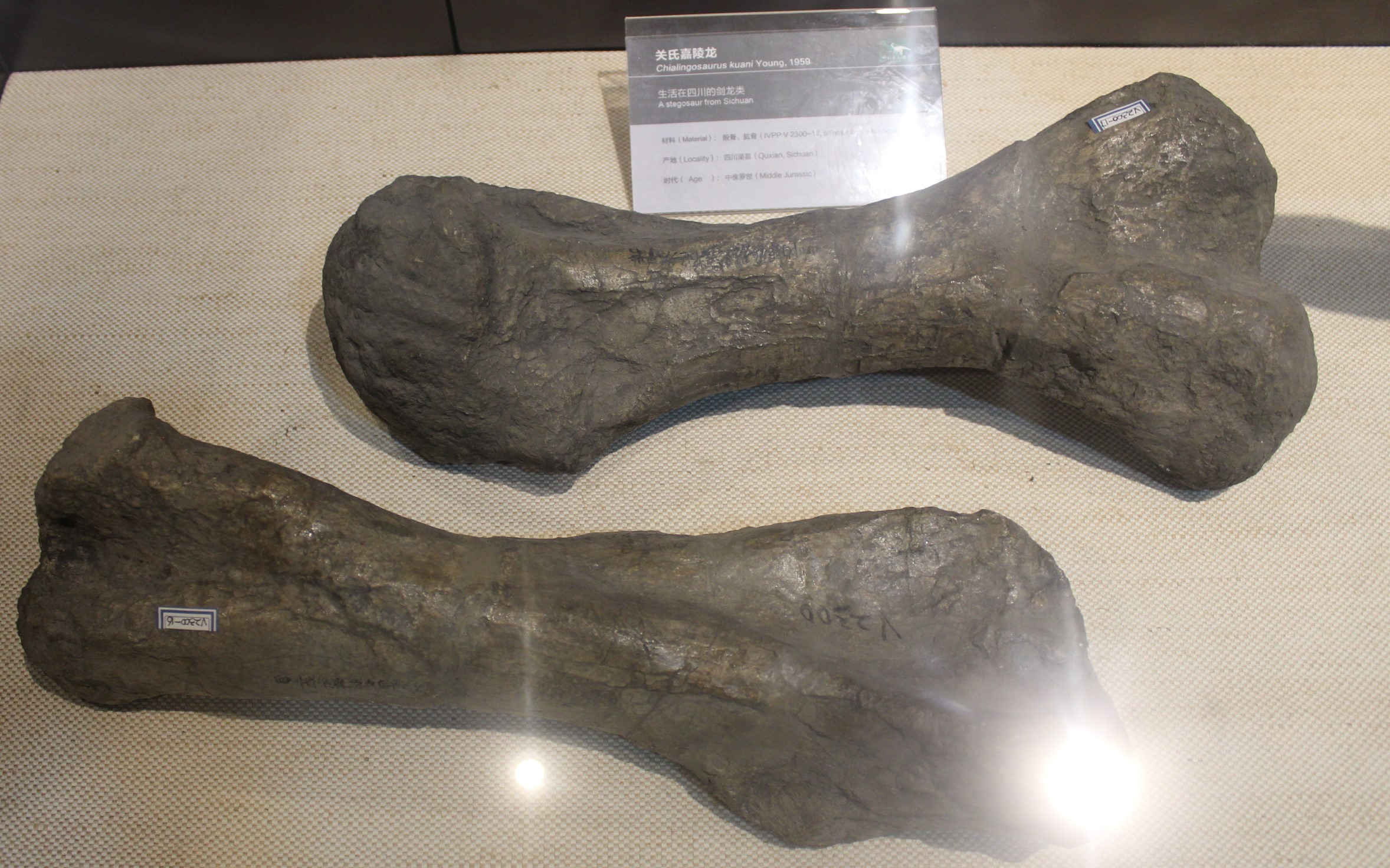
Kość udowa i ramienna holotypowego okazu czialingozaura

Holotyp o oznaczeniu IVPP 2300 wydobyto w warstwach górnej formacji Shaximiao. Okaz ten składał się z sześciu kręgów, dwóch kości kruczych, kości ramiennej, prawej kości promieniowej, fragmentu prawej kości kulszowej, części łopatki, lewej kości udowej, kości śródstopia, paliczków oraz trzech kolców grzbietowych. Oryginalny materiał został uzupełniony w 1978 roku przez Zhou Shiwu z Muzeum Miejskiego w Chongqing. Drugi okaz przypisany czialingozaurowi (CV 202) zawierał m.in. fragmenty, których brakowało w znalezionym wcześniej szkielecie: niekompletną czaszkę, kręgi szyjne, grzbietowe i ogonowe, kość łokciową i promieniową, kość piszczelową i strzałkową, kość piętową i skokową, kość ramienną, a także 4 kostne płyty. Trzeci okaz (CV 203) zawierał również kręgi szyjne, grzbietowe i ogonowe, fragment kości biodrowej i lewą kość udową. Został on uznany za paratypowy. Wszystkie odkryte materiały należały do osobników młodych. 
W 1999 roku Li Kui, Zhang Yuguang oraz Cai Kaiji wzmiankowali o możliwym drugim gatunku czialingoazura – Chialingosaurus guangyuanensis, ze względu na brak opisu został on jednak uznany za nomen nudum.

## Budowa
W 1959 roku Yang Zhongjian przedstawił czialingozaura jako stegozaura o smukłej budowie, mierzącego ok. 4 metrów długości. Sylwetka mogła wynikać jednak z faktu, że wszystkie znalezione okazy nie były dorosłymi osobnikami. Według analizy Yanga czialingozaur budową mógł przypominać kentrozaura, podobnie jak on posiadać podwójny rząd kostnych płyt na grzbiecie, które na wysokości biodra przekształcały się w kolce. Dodatkowe kolce miały również znajdować się nad łopatkami, chroniąc przednie kończyny przed atakiem drapieżników.

## Systematyka
W 1990 roku Peter Galton zidentyfikował u czialingozaura cechę autopomorficzną w budowie kości udowej. W 2008 roku Susannah Maidment w swojej analizie filogenetycznej grupy Stegosauria umieściła Chialingosaurus kuani wśród taksonów nieważnych. Została ona oparta na wcześniejszej pracy Maidment i Guangbiao Wei z 2006 roku, w której autorzy nie doszukali się unikalnych cech wyróżniających czialingozaura, czyniąc z niego nomen dubium. W 2010 roku Gregory Paul zasugerował, że zarówno czialingozaur, jak i czungkingozaur są tak na prawdę młodymi osobnikami Tuodziangozaura.

## Paleobiologia i paleoekologia

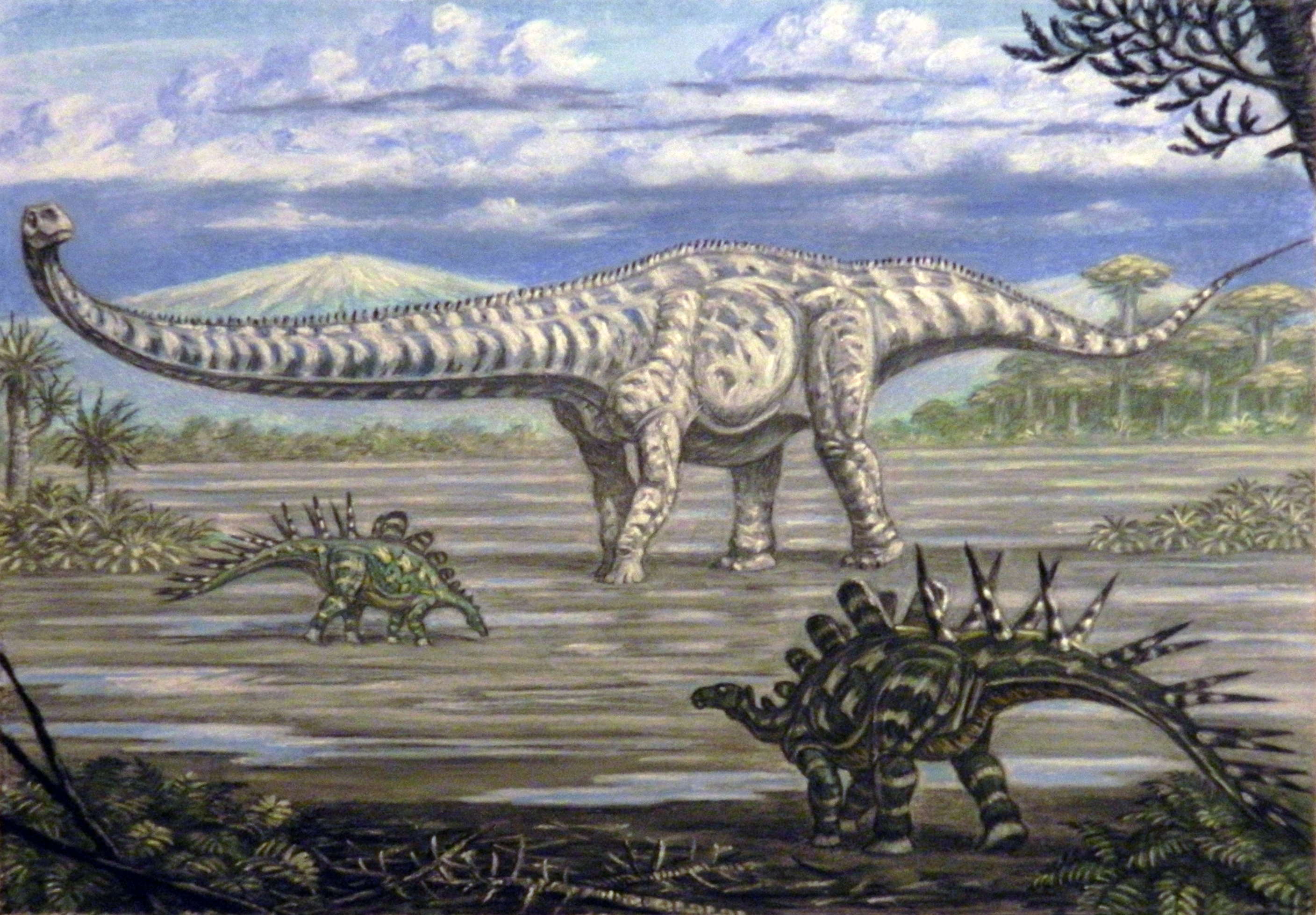
Czialingozaury i mamenchizaur w naturalnym środowisku

Jak pozostałe stegozaury, czialingozaur był roślinożercą, jego głównym pożywieniem były powszechnie występujące paprocie i sagowce. 
Czialingozaur dzielił ekosystem z innymi stegozaurami (czungkingozaur, tuodziangozaur) oraz dużymi zauropodami (omeizaur, mamenchizaur). Naturalnym wrogiem dla roślinożerców dla jurajskiego obszaru Chin mógł być m.in. jangczuanozaur.